# María del Carmen Goñi
María del Carmen Martínez de Goñi, conocida como María del Carmen Goñi (Pamplona, 24 de octubre de 1928) es una actriz española.

## Biografía
Su familia procedía de Ochagavía, pero se trasladó a Pamplona cuando ella nació (1928). Cuando apenas tenía tres meses de vida su padre falleció y su madre, con dos niños pequeños, regresó a Ochagavía. Vivieron diez años en la casa de su abuelo materno, Bernabé Loperena Migueleiz. Su abuelo paterno, Guillermo Martínez de Goñi, natural de Jaunsarás, secretario del ayuntamiento de Ochagavía y organista de la iglesia, una persona liberal que escribía en los periódicos, se ocupó de la educación de María del Carmen, enseñándola a escoger lecturas, música y a disfrutar del monte.
En los años 40 su madre, Leonor, regresó a Pamplona, instalándose en la calle Aralar. Con doce años, Mari Carmen Goñi comienza a destacar por su voz y dicción. Tras actuar recitando una poesía en la Gala de Reyes de 1941 en el Teatro Gayarre, se matriculó en la Escuela de comercio. Poco después, como a ella le gustaba era cantar, consiguió una beca para estudiar en el Real Conservatorio Superior de Música de Madrid con dieciocho años. Compaginó la música con el arte dramático y, tras ganar un premio de declamación, comenzó a trabajar en Radio Intercontinental como locutora. Realizaba también doblaje de anuncios, entrando en el cuadro de actores de la emisora y poniendo voz a la popular radionovela Bob y María. Cuando se casó la relegaron en la emisora a un turno que nadie quería. Tras ganar la denuncia que interpuso en el juzgado —el dueño de la emisora era Ramón Serrano Suñer, cuñado de Francisco Franco—, la reincorporaron a la emisora, pero sin permitirla hablar en antena, por lo que se marchó.
Debutó en Televisión española con el programa infantil Boliche y Chapinete (1964), y a partir de ese momento dedicaría muy buena parte del resto de su trayectoria profesional al público infantil.
A partir de 1965 le llegó su gran oportunidad, cuando le ofrecieron el papel que la lanzó a la fama, con el que su rostro se identifica y por el que sigue siendo recordada: El personaje era el de Valentina, de Los Chiripitifláuticos, un espacio que, entre 1965 y 1971 se emitía dentro del programa Antena Infantil, y que más adelante, en una segunda etapa, entre 1974 y 1976, se convirtió en un programa propio.
María del Carmen se mantuvo en el programa durante todos los años de emisión del mismo, creándose una imagen identificada con unas grandes gafas de colores, y granjeándose una popularidad que se mantuvo durante años. De su voz salieron canciones que, décadas después, se consideran como parte esencial del repertorio de melodías infantiles tradicionales en España, como Había una vez un barquito.
Una vez finalizada la serie, continuó trabajando en programas infantiles hasta su jubilación, como Canciones del desván (1975), de Fernando García Tola o El libro gordo de Petete (1981-1983), en el que prestaba su voz a la mascota de peluche que daba título a la serie. También se dedicó a hacer doblaje en los estudios propiedad de su marido, Pedro Mengibar, hasta su jubilación en 1994. Suya es, por ejemplo, la voz en castellano del actor Jonathan Gilbert en el papel de Willie Oleson en la serie norteamericana La casa de la pradera, emitida en España entre 1975 y 1981. En Sudamérica, también fue muy reconocido su trabajo por su gran doblaje en Padre de Familia.
Con cinco hijos —entre los que se encuentra la actriz de doblaje Isatxa Mengíbar—, cinco nietos y un biznieto, tras su jubilación María Carmen Goñi fue contertulia del programa de Radio Nacional de España, No es un día cualquiera, con Pepa Fernández. Se trasladó a vivir a Soto del Real, donde vive con su marido, Pedro Menjíbar, y su perra Pizca.